# Blakok

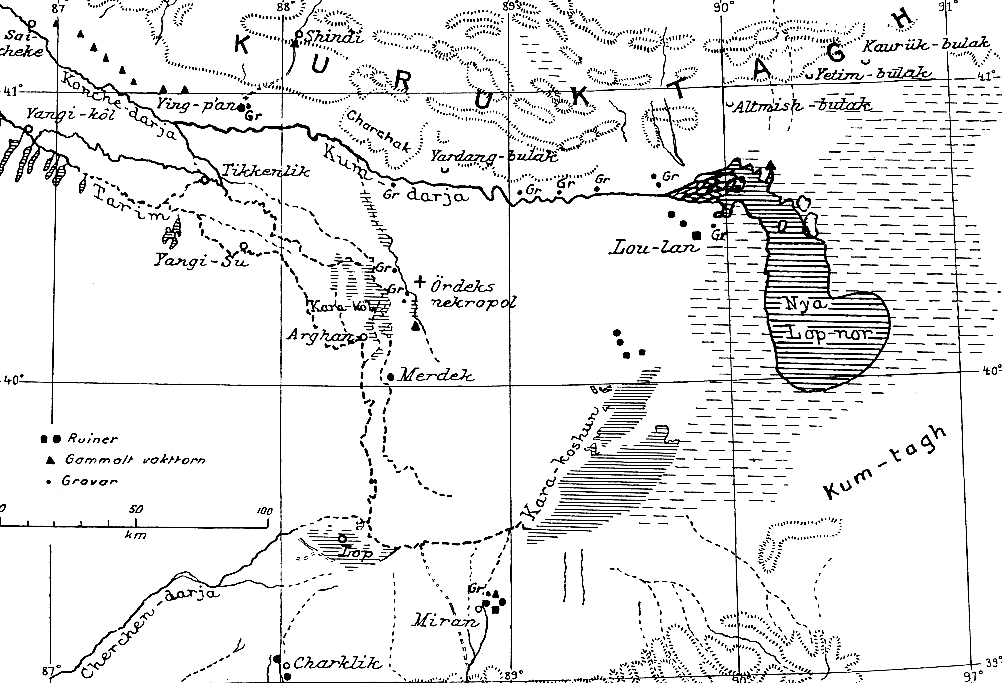
A német Buch-Gemeinschaft Nagy Világtérképének részlete. Blakok a Lop-Nor sivatagban

A blakok, gyakran bulákok török nép voltak. A Lop-Nor sivatag területéről elsivatagodás miatt vándoroltak át a Talasz-völgybe (Belső-Ázsia) időszámításunk kezdetén, ahol a Karluk Törzsszövetség kilencedik törzse lettek. A 6. században innen kiszakadtak és az Urál-hegységbe, a bolgárok és baskírok szomszédságába kerültek. A bolgárokkal továbbvándoroltak, majd 679-től a Bolgár Birodalom területén éltek, a honfoglalás után pedig határterületeken éltek, amíg 1225-re úgy megfogyatkoztak a betörések miatt, hogy beintegrálták őket a székelyekbe. A lemaradt blakok lovakkal kereskedtek a régebbi hazákban és még évszázadokkal később is vannak feljegyzések róluk. Nevük hasonlósága miatt az utókor az oláhokkal azonosította őket.

## Nevük eredete
A legtöbb szakember szerint nevük a kínai "Mou-la" (謀剌) exonimából ered, ami a lovak színére utal. Csatagáj nyelven fehérlábú lovat, pár mongol-török nyelven pedig fehér tarka lovat jelenthetett.
Pais Dezső szerint a név a török balku szóból ered és jelentése: rész, ág. Rásonyi László szerint ez nem igaz, és sok más török eredetű szót vetett fel helyette.

## A Gesta Hungarorumban

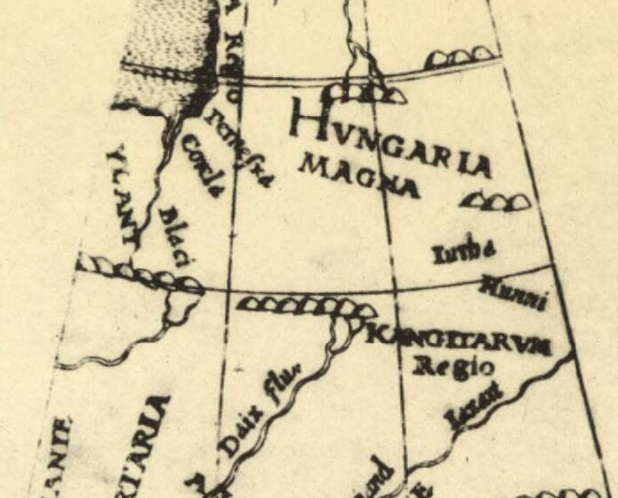
Johannes Schöner földgömbjének részlete. Blakok az Urál-hegység délnyugati oldalán.

Anonymus szerint a magyarok bejövetelekor Erdély területén a blakok éltek és egy Gyalu nevű blak vezér uralkodott. Háromszor említi őket: Blachus, Blacci és Blachi alakokban. A blakokat és a bolgárokat kötőszóval együtt említi, ezzel a két nép közelségét próbálta kifejezni.

„Ekkor Tétény, Horka apja, tudomást szerzett az ott lakóktól az erdőntúli föld jóságáról, ahol valami Gyalú nevű blak uralkodott. Amilyen fortélyos ember volt Tétény, áhítozni kezdett azután, hogy - ha lehetséges - urának, Árpád vezérnek a kegyelméből megszerzi magának és utódainak az erdőntúli földet.”

## Említésük máshol
Ióannész Malalasz 6. századi történetíró a szabir királyt blachnak nevezte.
Hitvalló Szent Theophanész 8. századi történetíró a szabir királyt balachnak nevezte.
Hudud al-'Alam 10. századi történetíró a blaqokat a Karluk Törzsszövetség egyik fő törzsének nevezte.
Mahmud al-Kasgari 11. századi történetíró említi a bulaq török törzset.
Snorri Sturluson 12. és 13. századi izlandi tudós említett egy Blokumannaland nevű országot, ami a blakok és kunok országa lehetett.
Gotland szigeten Sjonhem melletti rúnákon a Blakumen név található a Halicsi Fejedelemséggel kapcsolatban.
Geoffroy de Villehardouin 12. századi hadvezér I. Iván Aszen bolgár cárt Joannis roi des Blas et des Bougres-nek, azaz a blakok és bolgárok királyának hívta, később pedig roi de Blaquie-nek, azaz Blakföld királyának.

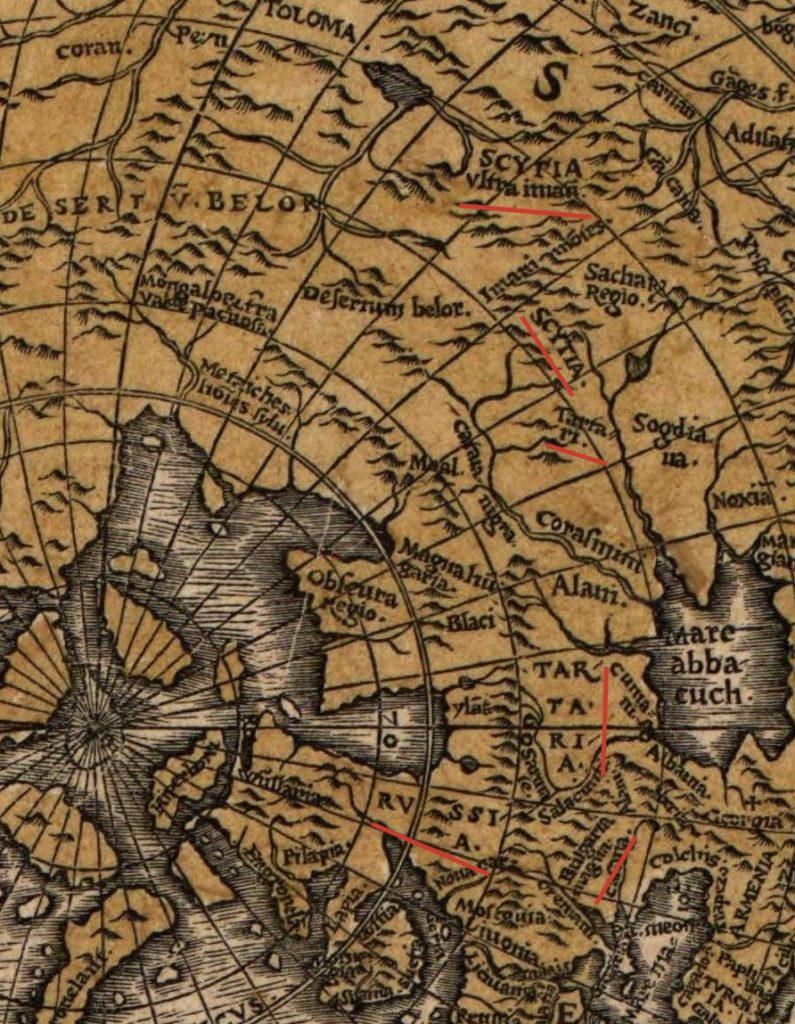
Orontius Finaeus világtérképének részlete. Blakok az Urál-hegység délnyugati oldalán.

Rubruki Vilmos 1255-ben útleírásában a következőket írja:

„Baskíria tartományából jöttek a hunok, akiket később magyaroknak neveztek, s ezért hívják Nagy-Magyarországnak. Isidorus azt mondja róluk, hogy fürge lovaikkal áttörtek a falakon, melyeket Sándor állított a Kaukázus szirtjein a vad törzsek megfékezésére, úgyhogy Egyiptomig az egész területről nekik adóztak. Franciaországig is feldúltak minden országot, tehát nagyobb hatalomra tettek szert, mint manapság a tatárok. Velük együtt jöttek a blakok, bolgárok és vandálok.”

1267-ben Roger Bacon Opus Majusában ezt írja:

„És Baskíria földjének közelében élnek a blakok Nagy-Blakföldről, ahonnan a blakok Aszen földjére érkeztek Konstantinápoly, Bulgária és Új-Magyarország között. Ezt a népet manapság a tatárok ilakoknak nevezik, ami ugyanaz, mint a blak.'”

Kézai Simon a Gesta Hunnorum et Hungarorumban című művében érthetően megkülönbözteti az oláhokat ("Ulahis") a blakoktól ("Blackis"):

„Ezek a székelyek ugyanis a hunok maradványai, akik mikor hírét vették, hogy a magyarok másodszor is visszatérnek Pannóniába, elébük mentek Oroszország végeire és miután együttesen Pannóniát elfoglalták, abban részt kaptak, de nem Pannónia síkságán, hanem a blakokkal együtt a végek hegyeiben nyertek osztályrészt, ezért a blakokkal összeelegyedve élnek és azok betűit használják.”

 Ez teljesen elképzelhető, egyrészt, mert a székely–magyar rovásírás ótörök eredetű, másrészt, mert a blakok a székelyekkel együtt határőrök voltak.
Egy XVII. századi arab történetíró, Ábul Gházi azt írta, hogy amikor az Oguz kán udvarában nevelkedett Kipcsak elérte nagykorúságát, az oroszok, aulaqok, magyarok és baskírok még nem voltak meghódítva.

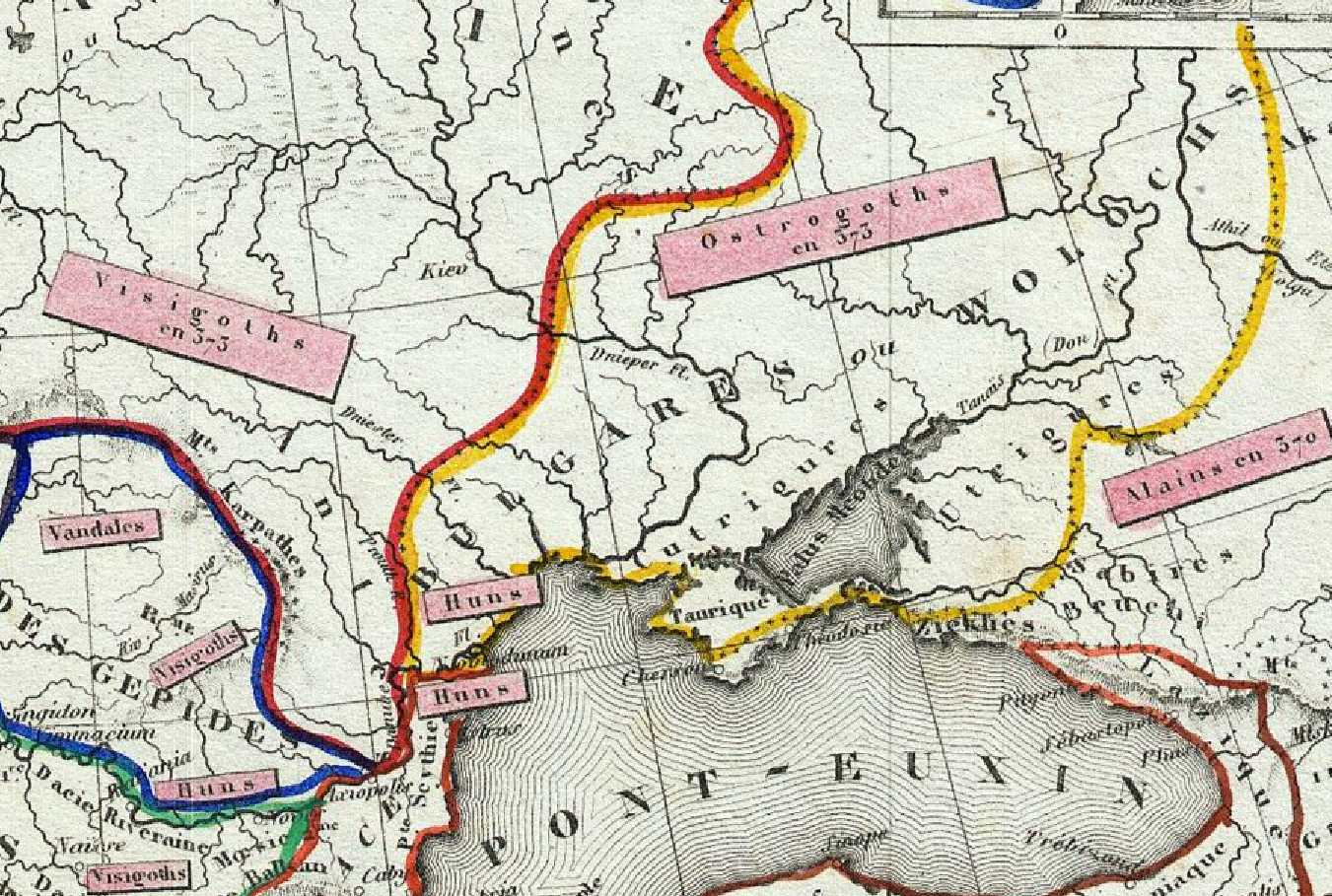
Auguste Henri Dofour térképének részlete. Blakok a Volga környékén

II. András magyar király egyik oklevele 1202 és 1209 között az Egerpatak, Árpás, Nagybűkk közti földet ("Blakok földje") elvette a blakoktól, és a kerci cisztercita monostornak adományozta. Az 1224-es oklevelében a erdélyi szászoknak hozzáférést ad a blakok és besenyők erdejéhez.
Galonifontibus János 15. századi érsek Nagy-Tatárország népeiről így emlékezik meg:

„Ebben az országban sok nép és tartomány van, nevezetesen Kunország, Kozária, Yhabri, Yhugur, kipcsakok, Gumat, Ivlach, Kumuch, avarok...”

Kaffa városának jegyzőkönyveiben is említve vannak:

„...sok örmény, cserkesz, gót, tat, valachus, orosz, ivlach, alánok, avarok, kumükök, s mindezek csaknem valamennyié beszéli a tatár nyelvet. Ezért is hívták őket tatároknak...”

1562-ben orosz hódítok említik a leigázott blakokat.

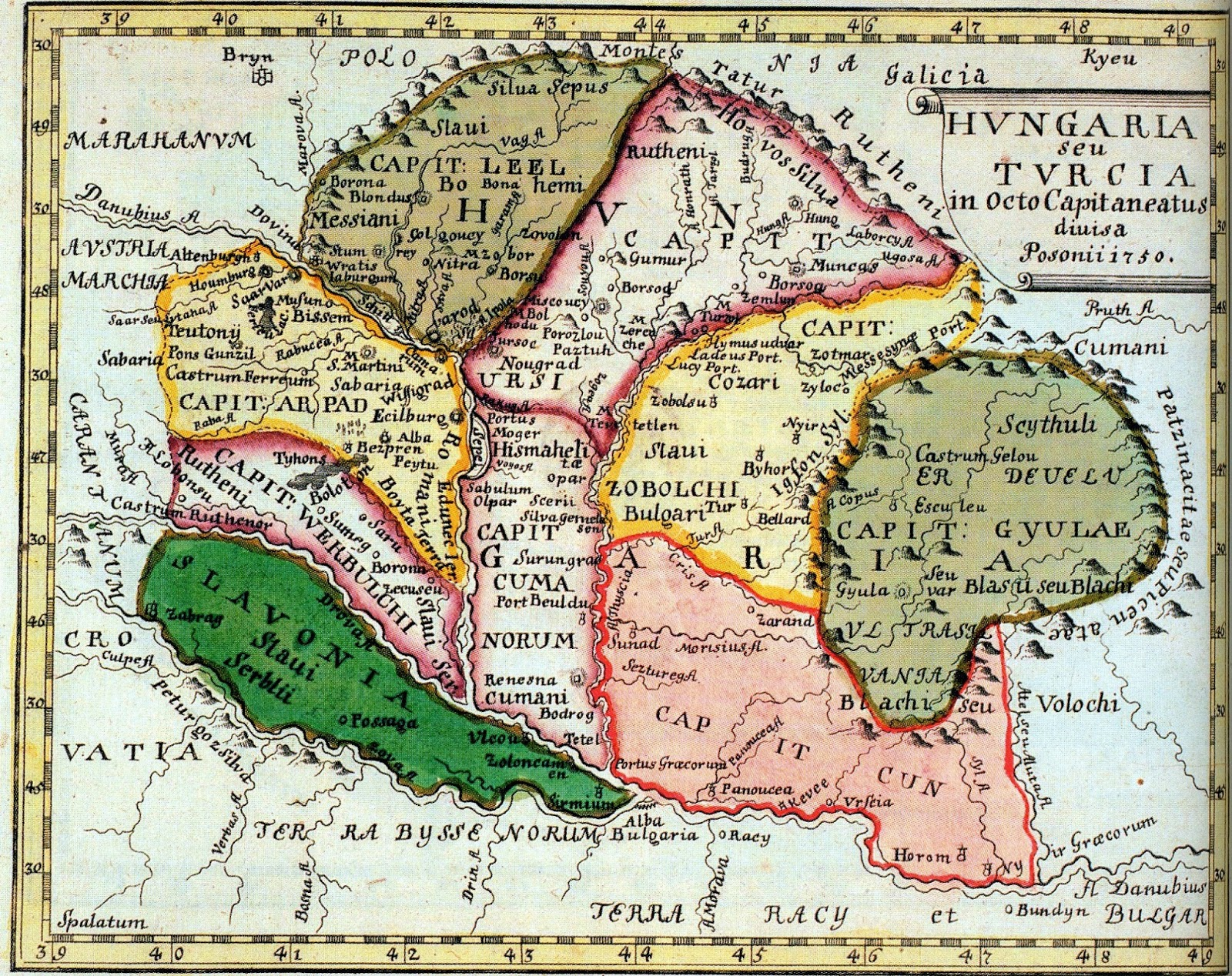
Tomka Szászky János térképe a Gesta Hungarorum alapján. Az Olt mellett oláhok, Erdélyben pedig blakok vannak.